# Roma vincit!
Roma vincit! (Títol original: The Eagle's Conquest) és el segon llibre de la sèrie Àguila, de Simon Scarrow. Aquesta saga narra les peripècies d'un legionari (optio) nomenat Cato i el seu col·lega el centurió Macro en les legions de l'Imperi Romà a mitjans del segle I d.C.

## Argument
Els legionaris Cato (optio) i Macro (centurió), al comandament de la sexta centúria de la quarta cohort de la Legió II Augusta, continuen en la campanya de conquesta de Britànnia formant part de l'exèrcit del general Aulo Plauci.
Una volta creuat el riu Tàmesi (després de les batalles del riu Medway i del riu Tàmesi) l'exèrcit romà deu detindre's per esperar l'arribada de l'emperador Claudi que assumirà el comandament per consumar la conquesta en la batalla decisiva per la capital dels Catuvel·launs, Camulodunum.
A la duresa de la resistència britana s'uneix el descobriment que, des de Roma, algú ha estat abastint d'armament l'enemic. Les sospites recauen sobre una organització secreta anomenada els Llibertadors, que pretenen derrocar l'emperador per reinstaurar la República. Per això, pretenen atemptar contra Claudi quan aquest arribe a Britànnia. En realitat no són els Llibertadors els qui estan rere eixes traïcions, sinó el Tribú Superior de la segona legió, Viteli, que conspira per preparar el seu futur polític a Roma.
Cato i Macro aconseguiran impedir l'atemptat a l'emperador, però les circumstàncies faran que el vertader conspirador, Viteli, quede com un heroi i torne a Roma junt a l'emperador com al seu salvador.
Finalment, la Legió II Augusta al comandament del llegat Vespasià, roman en Britànnia amb noves missions que realitzar.